# Boris Sjaposjnikov
Boris Michajlovitj Sjaposjnikov (ryska Борис Михайлович Шапошников), född 2 oktober (20 september enligt g.s.) 1882 i Zlatoust, guvernementet Ufa, död 26 mars 1945 i Moskva, var en sovjetisk militär och fältmarskalk. Sjaposjnikov untnämndes till marskalk av Sovjetunionen i maj 1940. Han var generalstabschef från 1937 till augusti 1940 då han efterträddes av Georgij Zjukov som han sedan efterträdde efter Nazitysklands Barbarossa-anfall 1941. I augusti 1942 ersattes han av Aleksandr Vasilevskij.
Sjaposjnikov var en gammal officer från den tsaristiska armén och gick inte med i kommunistiska partiet förrän 1930. Trots detta var han en populär militär och hans militärteoretiska verk Arméns hjärna (1929) lästes flitigt i Sovjetunionens militära kretsar.

Han dog 1945 efter en längre tids sjukdom.